# 通济渠

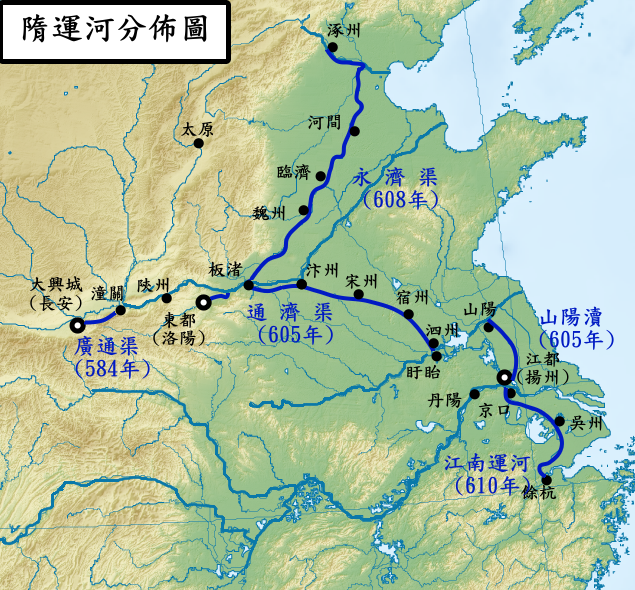
隋唐大运河地圖，通濟渠由河南直逹淮河。

通济渠，是隋炀帝大业元年（605年）开凿的一条水渠，连接了黄河与淮河，贯通了洛阳到扬州的水路运输。
通济渠共分为东、中、西三段，三段总长度约为2000里。西段的起点是洛阳，水源为洛水和洛水的支流谷水；中段的起点是今荥阳市西部的板渚，水源是黄河，引水向东流向开封市，至江苏盱眙入淮河。通济渠经过的地方，以现今的区划计有三省十八县（市），分别为：河南省荥阳、郑州、中牟、汴州（开封市）、开封县、杞县、睢县、宁陵、宋州（商丘）、虞城、夏邑、永城；安徽省濉溪、宿州、灵璧、夏丘（泗县）；江苏省泗洪、盱眙。
通济渠的完工，成为沟通黄河、淮河和长江的干道，对南粮北运有重大意义。通济渠历经隋、唐、五代、宋、金五个时期，通航了600多年。
南宋时期，随着政治中心南移，通济渠的漕运地位逐步减弱，再加上每年缺少清淤治理，运河河床逐渐淤塞断流。元、明、清时期，朝廷再修大运河的时候，将河道直接取直，由北京直通苏杭，新的京杭大运河比绕道洛阳的隋唐大运河缩短了九百多公里。

## 遗迹
- 安徽省境内
  - 淮北市濉溪县的柳孜运河码头遗址，第五批全国重点文物保护单位，世界文化遗产——大运河组成部分
  - 淮北市濉溪县的濉溪百善村运河故道，第七批全国重点文物保护单位——大运河的子项
  - 宿州市泗县的运河故道泗县段，第七批全国重点文物保护单位——大运河的子项